# Maria Antonia Räss
Maria Antonia Räss (* 1893 in Eggerstanden, Schweiz; † 1980 ebenda) war eine Schweizer Stickerin und Unternehmerin, die sich von einfachen Verhältnissen zu einer international anerkannten Figur der Stickerei- und Modewelt entwickelte.

## Leben und Werk
Maria Antonia Räss wurde 1893 im Appenzellerland als siebtes von vierzehn Kindern geboren. Sie wuchs im Innerrhodischen auf dem Hof Grüt in Eggerstanden auf. Bereits in jungen Jahren zeigte sie aussergewöhnliche Fähigkeiten in der Stickerei, die eine bedeutende Rolle in der Wirtschaft der Region spielte. Mit fünf Jahren konnte sie die feinen Nadeln der Stickmaschinen schneller und präziser einfädeln als die meisten Erwachsenen. Mit sechzehn Jahren begann sie ihre Karriere als Schaustickerin für ein Unternehmen in St. Gallen. Dazu benötigte sie einen Pass, um in Appenzeller Tracht an die Boulevards der europäischen Städte Paris, Budapest, Düsseldorf, Wien und Berlin zu gelangen. Beim Ausbruch des Ersten Weltkrieges waren die Stickfrauen in Berlin und kehrten nach Hause zurück. Gegen Ende des Krieges eröffnete das wieder erwachende Lugano Schaustickerinnen wieder eine Möglichkeit.
Walt Disney gehörte später zu Räss' Bekanntenkreis und soll sie dazu ermutigt haben, ihre Kunst nach Amerika zu bringen. Die Biografin Margrit Schriber konnte nicht eruieren, wo und wann Räss Disney kennen gelernt hatte. Die einzige Möglichkeit war, dass der junge Sanitätsfahrer der U.S.-Armee sie während seines Dienstes in Europa in seiner Freizeit in Lugano während ihrer Arbeit als Schaustickerin kennen gelernt hatte.
Räss wanderte in Dritter Klasse in die Vereinigten Staaten aus und gründete in New York ein Stickereiunternehmen. Ihre Arbeiten fanden schnell Anerkennung in der Modewelt, und sie knüpfte Verbindungen zu prominenten Persönlichkeiten wie Coco Chanel, mit der sie eine Freundschaft pflegte. 
1930 nahm Räss die US-amerikanische Staatsbürgerschaft an.
Auch während ihres Erfolgs in den USA kehrte Räss regelmässig in die Schweiz zurück. Bekannt für ihre triumphale Rückkehr, fuhr sie bei ihren Besuchen in einem weissen Cadillac durch das Appenzellerland und logierte in den besten Hotels. Sie blieb ihrer Herkunft stets verbunden und unterstützte die Region finanziell. Sie unterstützte zum Beispiel den Neubau der Pfarrkirche_St._Josef in Eggerstanden. Maria Antonia Räss verstarb 1980 bei einem Aufenthalt in der Schweiz und wurde auf dem Friedhof in Eggerstanden beigesetzt.

## Rezeption
Ihre Lebensgeschichte, die von Unabhängigkeit und einem unermüdlichen Streben nach Anerkennung geprägt war, inspirierte die Autorin Margrit Schriber zu dem 2024 erschienenen biografischen Roman Die Stickerin. Der Roman schildert ihren Aufstieg von bescheidenen Ursprüngen als Heimarbeiterin in der Schweiz zu einer erfolgreichen Geschäftsfrau in New York und ihrem glamourösen Leben in Amerika.